# 陈雪楚
陈雪楚（1974年1月—），湖南衡南人。男，汉族。1996年7月参加工作，加入中国共产党。北京大学社会学系社会学专业毕业，大学文化。中华人民共和国政治人物。

## 生平
历任湖南省政协办公厅科员、副主任科员、主任科员、副处长，中共张家界市委副秘书长，永定区区委副书记、区长，共青团湖南省委副书记等职。2012年3月，任共青团湖南省委书记。
2013年4月，任湖南省政府法制办党组书记、主任。以后历任中共郴州市委副书记、湖南省高级人民法院党组副书记、常务副院长，现任湖南省人民政府副秘书长，省信访局党组书记、局长。